# Surangel Whipps Jr.
Surangel Whipps Jr.   (Baltimore, 9 d'agost de 1968) és un empresari i polític de Palau, que exerceix com a president de Palau des del 21 de gener de 2021. Va exercir com a senador del 2008 al 2016.

## Infantesa

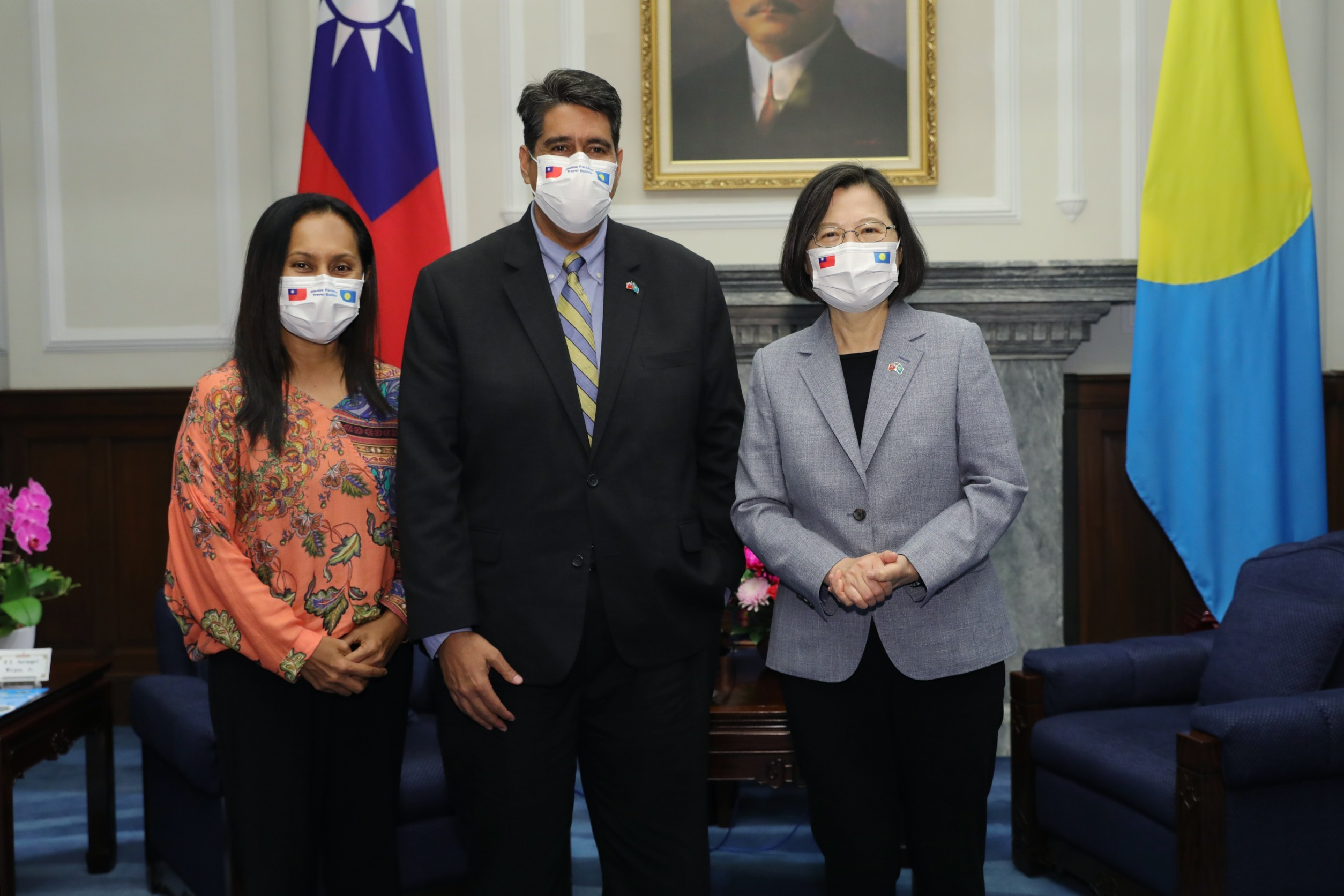
Whipps, amb la seva espposa i la presidenta de Taiwan Tsai Ing-wen el març de 2021

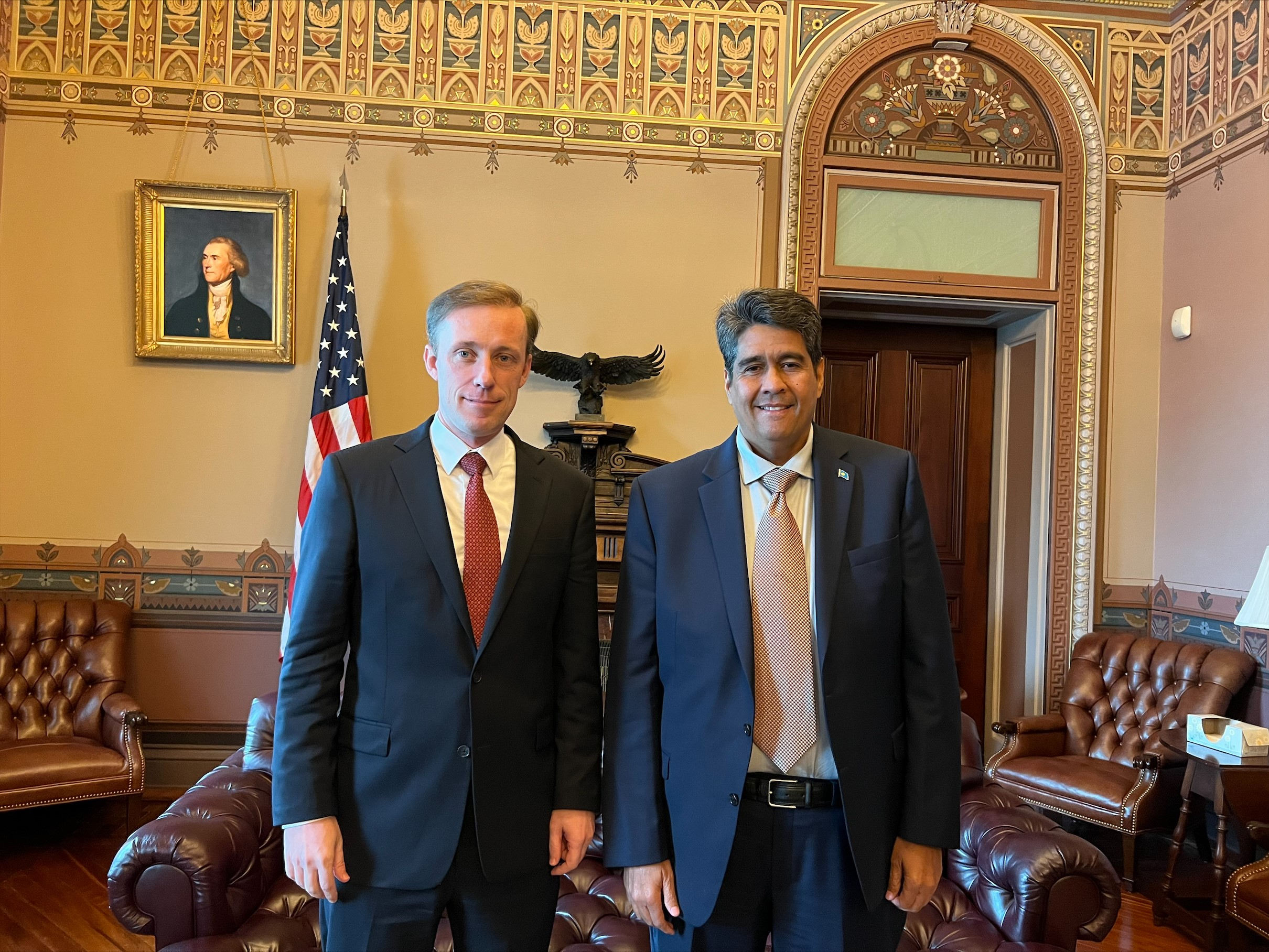
Whipps i l'assessor de seguretat nacional dels EUA Jake Sullivan a la Casa Blanca el maig de 2022

Whipps va néixer a Baltimore, Maryland, fill de l'empresari Surangel Whipps Sr i una mare que va néixer a Maryland.
És llicenciat en Administració d'Empreses i Economia per la Universitat Andrews i té un màster en administració d'empreses per la Universitat de Califòrnia. A més, dirigeix una cadena de supermercats de Palau.
Es va presentar contra el seu cunyat, el president Thomas Remengesau Jr., que es presentava a la reelecció, a les eleccions generals de Palau de 2016. Remengesau va rebre 5.109 vots mentre que Whipps va guanyar 4.854 vots.

## Mandat
Whipps es va presentar a la presidència a les eleccions presidencials de 2020 i va derrotar al vicepresident Raynold Oilouch en una campanya en què va destacar les reformes fiscals i la creació de fonts addicionals d'ingressos. En una entrevista a The Guardian, l'aleshores president electe Whipps Jr. va declarar que Palau s'oposaria més fermament a les accions del govern xinès, com ara la pesca il·legal i la invasió a les aigües de Palau, així com prometia mantenir el reconeixement de Taiwan per part del país. A més, va proposar distribuir la vacuna contra la COVID-19 entre la població de Palau, amb èmfasi en els treballadors sanitaris.
Durant la reunió de la COP26 a Glasgow, Whipps va dir: "Ens estem ofegant, i la nostra única esperança és l'anell de vida que portes", criticant durament les potències mundials en el seu discurs. El 28 de setembre de 2022, amb motiu del funeral d'estat de Shinzo Abe, l'antic primer ministre japonès, a Tòquio, Whipps va ser un dels set caps d'estat que va tenir reunions amb l'emperador japonès Naruhito.
L'octubre de 2022, el president va visitar Taiwan per segona vegada en la seva presidència. Va arribar al país el 5 d'octubre i va ser rebut per la presidenta Tsai Ing-wen quan va baixar de l'avió.
El president Whipps forma part del consell assessor del Krach Institute for Tech Diplomacy de la Universitat de Purdue, que es dedica a accelerar la innovació i l'adopció de tecnologia de confiança per avançar en la llibertat.

## Vida personal
Es va casar amb Valerie Esang Remengesau el 1999 i té quatre fills.